# 5132 Maynard
Az 5132 Maynard (ideiglenes jelöléssel 1990 ME) a Naprendszer kisbolygóövében található aszteroida. Henry Holt fedezte fel 1990. június 22-én.